# Conception générale du tracé d'une route en France
La conception générale du tracé d'une route en France comprend plusieurs étapes. Après le choix du type de la route et du nombre de voies par sections homogènes et avant de définir les caractéristiques géométriques de la route, il convient de définir la stratégie d’aménagement, le mode de prise en compte de l'environnement et les services que le maître d'ouvrage envisage d’offrir aux usagers.

## Stratégie d'aménagement

### Routes existantes multifonctionnelles (types R)
La priorité est en général donnée aux aménagements de sécurité : opérations ponctuelles (rectification de virages, aménagement de carrefours, etc) ou linéaires (reconquête d’accotements, séparation des flux cyclistes, etc).
Ce n’est qu’ensuite que peuvent être envisagés des aménagements de confort. En tout état de cause l’impact de ceux-ci par rapport à l’environnement traversé doit bien être apprécié. En effet les aménagements de confort ont pour effet d’augmenter la vitesse, qui pourrait ainsi dépasser la vitesse de référence et contribuer à augmenter l’insécurité de la voie.

### Routes de transit ou de liaison (T ou L)
La difficulté essentielle à gérer est la succession de sections de voies aménagées et non aménagées qui contribue à perturber l’usager.
Ainsi la stratégie d’aménagement doit-elle être définie dès le départ, avec un objectif à moyen terme cohérent et clairement défini. D’ailleurs une succession d’enquêtes publiques relatives à l’aménagement de plusieurs tronçons sur un même itinéraire de même type serait illégale. L’enquête publique doit porter sur l’ensemble de l’itinéraire.
Cette stratégie doit au maximum éviter l’hétérogénéité de petits aménagements au profit d’aménagements continus et non en pointillés.

### Route nouvelle à 2x2 voies
La réalisation d’une première à chaussée à deux voies en attente d’une deuxième chaussée à terme peut être sources d’accidents pour au moins deux raisons :
- les exigences de visibilité de dépassement d’une 2x2 voies sont différentes de celles d’une deux voies ;
- la perception que l’usager a de la voie est celle d’une 2x2 voies, essentiellement du fait des ouvrages d’art, alors qu’il ne s’agit que d’une deux voies.

Pour ces raisons si la réalisation par étapes de ce type ne peut être évitée, il est désormais recommandé de mettre en place des séparateurs bétons en axe entre les deux voies afin d’éviter les chocs frontaux.

## Environnement
L’environnement au sens large du terme doit être pris en compte très en amont du projet, mais aussi lors de la conception pour une bonne intégration dans le paysage, ainsi que tout au long de la vie de la route par un entretien adapté et optimisé.

### Impact sur les milieux naturels et humains
Un aménagement routier peut provoquer une perturbation de l’hydrologie (modification des écoulements de surface, pollutions accidentelles, etc), des écosystèmes (faune, flore) et des paysages.
Il en est de même de l’environnement humain qui peut être amené à subir des nuisances sonores qu’il ne supportait pas avant l’aménagement.
Ces questions doivent être prises en compte très en amont (voir Études d'environnement).

### Intégration visuelle dans l'environnement
La route constitue de fait un élément nouveau dans le paysage. Après une étude paysagère caractérisant le paysage existant, un parti d’aménagement doit être retenu tant pour l’insertion du tracé proprement dit dans le relief (déblais-remblais) que celui dans le paysage. Des aménagements paysagers permettent souvent de valoriser la route et rendre son parcours plus agréable.

### Entretien et qualité de l'environnement
L’entretien ou plus généralement la gestion des abords de la route contribue fortement à la qualité de l’environnement.
Il est ainsi essentiel de bien choisir les essences des plantations afin de pouvoir ultérieurement en faciliter l’entretien. Quelquefois, sur certains itinéraires, il peut être fait le choix d’essences à développement libre, permettant de s’affranchir quasiment totalement de l’entretien. Ce choix doit néanmoins être fait avec circonspection pour que la pérennité de la qualité de l’environnement soit assurée.
L’entretien de abords comprend l’entretien de la végétation, des dispositifs d’assainissement et l’élimination des déchets.

## Services à l’usager
Ces services à l’usager peuvent être de différents types :
- Aires de repos :

On y trouve en général les services suivants : toilettes, eau potable, éventuellement tables et bancs, jeux, etc et si possible un peu d’ombrage.
- Aires de services :

Outre les services habituellement offerts dans une aire de repos, on trouve généralement dans une aire de services un espace de vente de carburants et éventuellement d’autres services tels que téléphone, commerce, restauration, hôtellerie.
- Bornes d’appels d’urgence :

Ces équipements permettent aux usagers d’appeler les services de secours.
Sur les routes de catégories R, les aires de repos sont aménagées en tant que de besoin ou à l’occasion de l’aménagement de délaissés par exemple. La question de l’entretien de ces aires doit bien être appréhendée dès leur conception. Par ailleurs avec le développement du téléphone portable et ces routes étant en milieu ouvert, les bornes d’appel d’urgence ont désormais perdu de leur utilité sur les routes de cette catégorie.
Sur les routes de catégories T ou L, ces services sont par contre nécessaires.

## Équipements spécifiques
Un éclairage peut être donné sur certains aménagements spécifiques

### Les arrêts de cars
Sur les routes de type L ou T, aucun arrêt ne peut être toléré sur l’axe proprement dit, mais seulement au droit d’un carrefour dénivelé.
Sur les routes de type R, la localisation des points d’arrêts sera fonction essentiellement des conditions réunies pour assurer la sécurité des usagers de la route et des utilisateurs du transport en commun à savoir : une bonne perception de l’arrêt par les usagers de la route, des manœuvres facilitées pour le transport en commun et des accès sécurisés pour les piétons accédant au transport en commun.
Les routes existantes résultant souvent de l’Histoire et non d’une conception globale, de nombreux arrêts de cars ne présentent pas les garanties de sécurité optimale.

### Aménagements cyclables
Les modes de déplacements cyclables doivent être pris en compte dès la conception.
Sur les routes de type L ou T, la circulation des deux roues est interdite, toutefois, la continuité des cheminements cyclables existants doit être assurée.
Sur les routes de types R, la circulation des deux roues peut faire l’objet d’une séparation de flux, soit avec la réalisation d’accotements ou de bandes dérasées revêtues dédiées aux cyclistes, soit avec des aménagements en sites propres.

### Aménagements piétons
En fonction du type d’usagers, des aménagements spécifiques peuvent être envisagés.

### Origine du texte
- Cet article est partiellement ou en totalité issu du site Cours de génie civil - année 2007-2008, Hervé Brunel , le texte ayant été placé par l’auteur ou le responsable de publication sous la licence de documentation libre GNU ou une licence compatible.